# Khorakert
Khorakert ou Xorakert (en arménien Խորակերտ) est un monastère arménien situé dans la région de Basse Kartlie, dans la communauté rurale d'Akhkerpi près de la frontière arménienne. Il date essentiellement des XIIe et XIIIe siècles.
Khorakert se compose d'une église, d'un gavit et de divers bâtiments en ruines.

## Situation géographique
Pour des articles plus généraux, voir Lorri et Gougark.
Khorakert est situé sur la pente occidentale et boisée du mont Lalvar, à 1 300 m d'altitude. L'établissement s'élève sur le territoire de la communauté rurale d'Akhkerpi, entre cette dernière et la frontière arménienne, dans la région de Basse Kartlie, en Géorgie du Sud.
Historiquement, Khorakert est situé dans le canton de Tachir de la province de Gougark, une des quinze provinces de l'Arménie historique selon le géographe du VIIe siècle Anania de Shirak.

## Histoire
Pour un article plus général, voir Arménie zakaride.
Selon une inscription sur le tympan de l'église, celle-ci remonterait à 1251 ; il semble cependant qu'il s'agisse de la date d'érection de sa coupole, l'église remontant en fait au XIIe – XIIIe siècle. Les autres bâtiments datent du XIIIe siècle, dont le gavit, érigé en 1256 par Stepannos Varnetsi.
Le monastère est restauré en 1661 et 1710 ; il tombe en ruine au début du XXe siècle, et est davantage endommagé par un séisme en 1965. Il est aujourd'hui peu visité.

## Bâtiments
Pour un article plus général, voir Architecture arménienne.
Khorakert se compose d'une église et d'un gavit, de deux chapelles et d'un réfectoire en ruines. Il est doté de murailles également en ruines, atteignant parfois 5 m d'épaisseur ; enfin, des khatchkars sont présents sur le site.
L'église est une croix inscrite cloisonnée fermée, surmontée d'un tambour décagonal dont la partie basse est constituée de 30 colonnes hexagonales, fait inhabituel ; ces colonnes sont dotées de chapiteaux à boule surmontés de coquilles. Le tambour est coiffé d'une coupole tout autant inhabituelle supportée par six arcs croisés formant une étoile à six branches dont l'hexagone central contient deux autres étoiles similaires imbriquées. La façade occidentale de l'église est creusée de deux niches triangulaires et d'une porte encadrée donnant dans le gavit.
Le gavit quadrangulaire voit son toit supporté par quatre arcs croisés reposant sur huit appuis engagés ; son portail est inscrit dans un chambranle rectangulaire à stalactites.